# 明神樋門・明神川逆水樋門
明神樋門（みょうじんひもん）と明神川逆水樋門（みょうじんがわぎゃくすいひもん）は、愛知県大府市横根町惣作263地先にある樋門。1901年（明治34年）には明神樋門が、1916年（大正5年）には明神川逆水樋門が、いずれも人造石工法で築造された。登録有形文化財。

## 歴史

### 樋門の竣工
いずれも尾張地方と三河地方の境界を流れる境川の右岸にある。江戸時代から周辺は農業が盛んであり、江戸時代には近隣の5村が協力して排水路の五箇村川を掘削した。
1891年（明治24年）の濃尾地震などによって木製の樋門が被害を受けたため、樋門を改修する際に服部長七が生み出した人造石工法が採用された。明神樋門は愛知県に現存する人造石工法の樋門としては初期のものである。
なお、周辺では砂川（すがわ）にも人造石工法を用いた砂川樋門がある。砂川樋門は1897年（明治30年）完成であり、明神樋門や明神川逆水樋門よりも歴史が古い。2023年（令和5年）4月には大府市歴史民俗資料館でミニ企画展「砂川樋門パネル展」が開催された。

### 文化財としての保存
戦後には人造石工法の技術が途絶えていた。2017年（平成29年）4月、明神樋門が当時の工法を用いて修復された。戦後に行われた初の人造石修復工事とされる。
2021年（令和3年）2月4日、明神樋門と明神川逆水樋門が揃って登録有形文化財に登録された。登録基準はいずれも「再現することが容易でないもの」。揃って築100年以上が経過した2020年代現在も樋門としての役割を果たしている。

## 構造

### 明神樋門
- 石造アーチ式2連樋門[8]。延長21メートル[8]。1901年（明治34年）竣工[8]。
- 五箇村川が明神川と立体交差する地点、南北に流れる五箇村川に築かれた樋門である[1]。通水部は石造二連アーチであり、その上部に人造石工法の壁体が重ねられている[1]。人造石工法を生み出した服部長七が関与しているとされる[1]。明神樋門を越えた後、五箇村川はさらに南に流れ、石ヶ瀬川に合流して衣浦湾に注いでいる[3]。

### 明神川逆水樋門
- 石造アーチ式樋門。延長10メートル。1916年（大正5年）竣工[8]。
- 明神川が境川の右岸堤防と立体交差する地点、東西に流れる明神川に築かれた樋門である[2]。延長10メートルの通水部は石造単アーチであり、その上部と両脇の護岸に人造石工法の壁体が重ねられている[2]。服部長七の人造石工法を参考にして愛知県が施工したと考えられている[2]。かつては樋門に扉が付けられていた痕跡がみられる[9]。明神川逆水樋門を越えた後、明神川はすぐに境川に合流する。